# 억셉트 (밴드)
억셉트(Accept)는 1976년 기타리스트 울프 호프만과 전 멤버 우도 디르크슈나이더(보컬), 피터 발테스(베이스)에 의해 결성된 독일의 헤비 메탈 밴드다. 그들의 시작은 밴드가 밴드 X(Band X)라는 이름으로 시작된 1960년대 후반으로 거슬러 올라갈 수 있다. 다양한 가수, 기타리스트, 베이시스트, 드러머가 포함된 컨셉트의 라인업이 해를 거듭하면서 바뀌었다. 현재 그들의 라인업은 호프만, 보컬 마크 토닐로, 기타리스트 우웨 룰리스와 필립 슈즈, 드러머 크리스토퍼 윌리엄스, 베이시스트 마틴 모트니크으로 구성되어 있다. 호프만은 창간 이래 유일한 상수 멤버로, 각 음반에 등장하는 유일한 밴드 멤버다.

## 음반 목록
스튜디오 음반
- Accept (1979)
- I'm a Rebel (1980)
- Breaker (1981)
- Restless and Wild (1982)
- Balls to the Wall (1983)
- Metal Heart (1985)
- Russian Roulette (1986)
- Eat the Heat (1989)
- Objection Overruled (1993)
- Death Row (1994)
- Predator (1996)
- Blood of the Nations (2010)
- Stalingrad (2012)
- Blind Rage (2014)
- The Rise of Chaos (2017)
- Too Mean to Die (2021)
- Humanoid (2024)